# 以色列科技

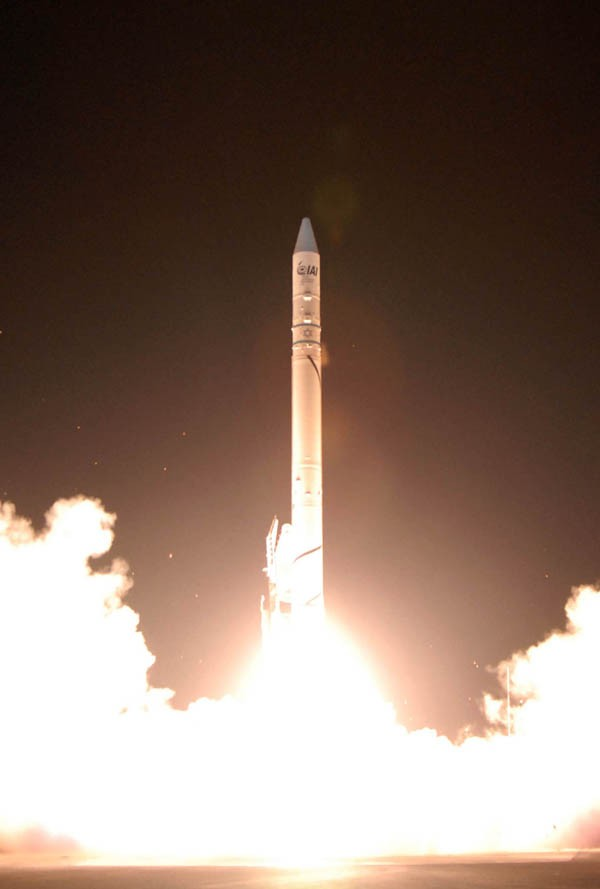
沙維特運載火箭 将Ofek-7卫星送入太空

以色列科技，是以色列最发达的领域之一。 以色列是世界基础科学研究的领先国家之一， 以色列科研人员占总人口的比例和科技研发投入占国民生产总值的比重都是世界最高的国家之一。在彭博社创新指数排名中，以色列是排名第五的最具创新力国家。以色列每百万公民发表的科技论文数，排名世界第十三位。以色列人均专利申请数量也位居世界前列。2009年，以色列科学论文发表量所占的比重，是以色列人口占世界比重的近十倍。以色列占人口比重比例极高的工程师和科学家推动了以色列高科技产业的成功。以色列拥有世界比例最高的科学家和工程师，每一万名雇员就有140位科学家和工程师。相比之下，美国和日本分别只有85和83位科学家和工程师。

## 历史

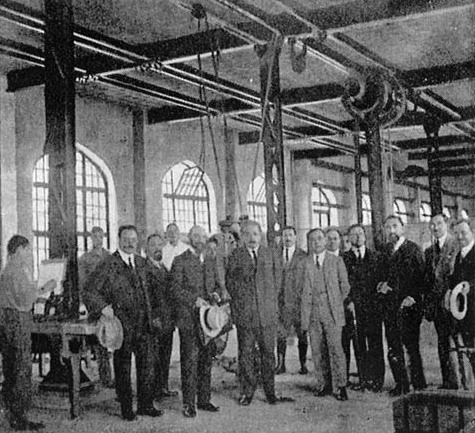
阿尔伯特·爱因斯坦1925年访问以色列理工学院

1912年，以色列理工学院在奥斯曼帝国统治下的海法举行奠基仪式。这所学院，因在以色列建国前宣告成立而在世界上独一无二。由于作为犹太人，在欧洲往往是被禁止接受理工教育，以色列理工学院宣称把建设一个现代国家所需要的技能传授给学生。

### 诺贝尔奖获得者
已有六名以色列人获得诺贝尔化学奖。2004年，以色列理工学院的两位生物学家阿夫拉姆·赫什科和阿龙·切哈诺沃同另一位科学家一同获得诺贝尔化学奖。2009年，女化学家阿达·约纳特因对核糖体功能和结构的研究获得诺贝尔奖，成为以色列首位女性诺贝尔奖得主。邁可·列維特和阿里耶·瓦舍尔因发展多尺度复杂化学模型而被授予诺贝尔奖。
此外，1958年诺贝尔医学奖得主乔舒亚·莱德伯格，生于以色列犹太家庭。2004年物理学奖得主戴维·格娄斯部分时间成长在以色列，在以色列获得本科学位。在社会科学方面，希伯来大学的经济学家丹尼尔·卡内曼和罗伯特·约翰·奥曼分别于2002年和2005年获得诺贝尔经济学奖。

## 研究机构和教育
以色列大学的一些学科跻身于世界大学前50名： 化学（以色列理工学院）；计算机科学 (魏茨曼研究所的科学、技术研究所，希伯来大学、特拉维夫大学)；数学和自然科学（希伯来大学、以色列理工学院）和工程（学院）。

## 自然科学

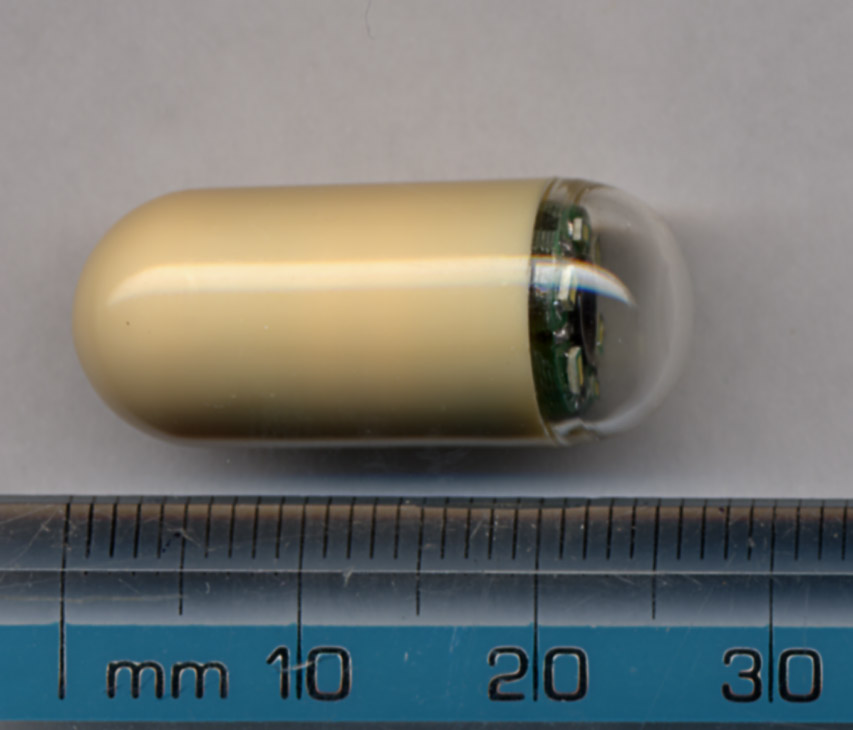
Given胃肠检查胶囊
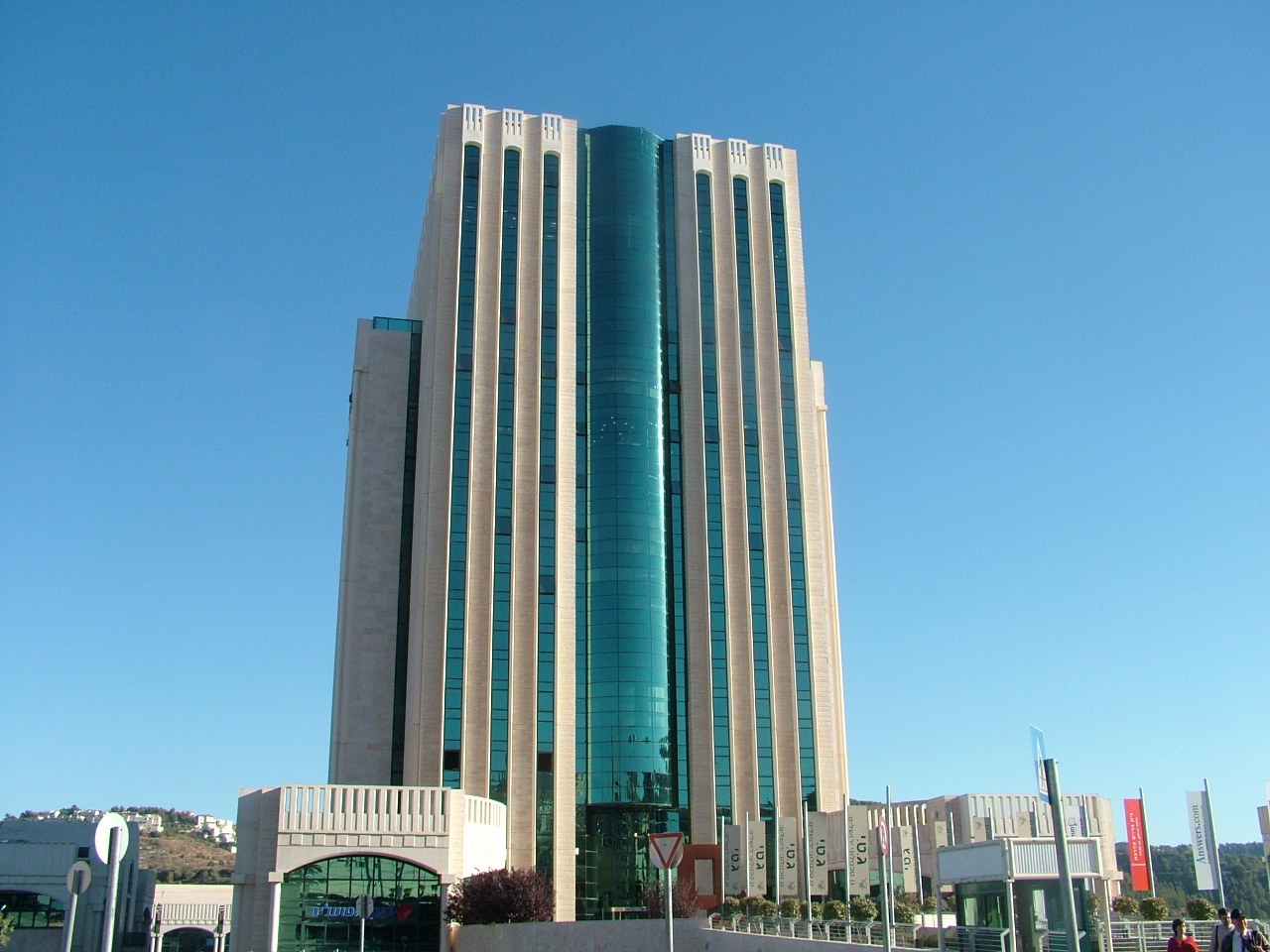
耶路撒冷技术园
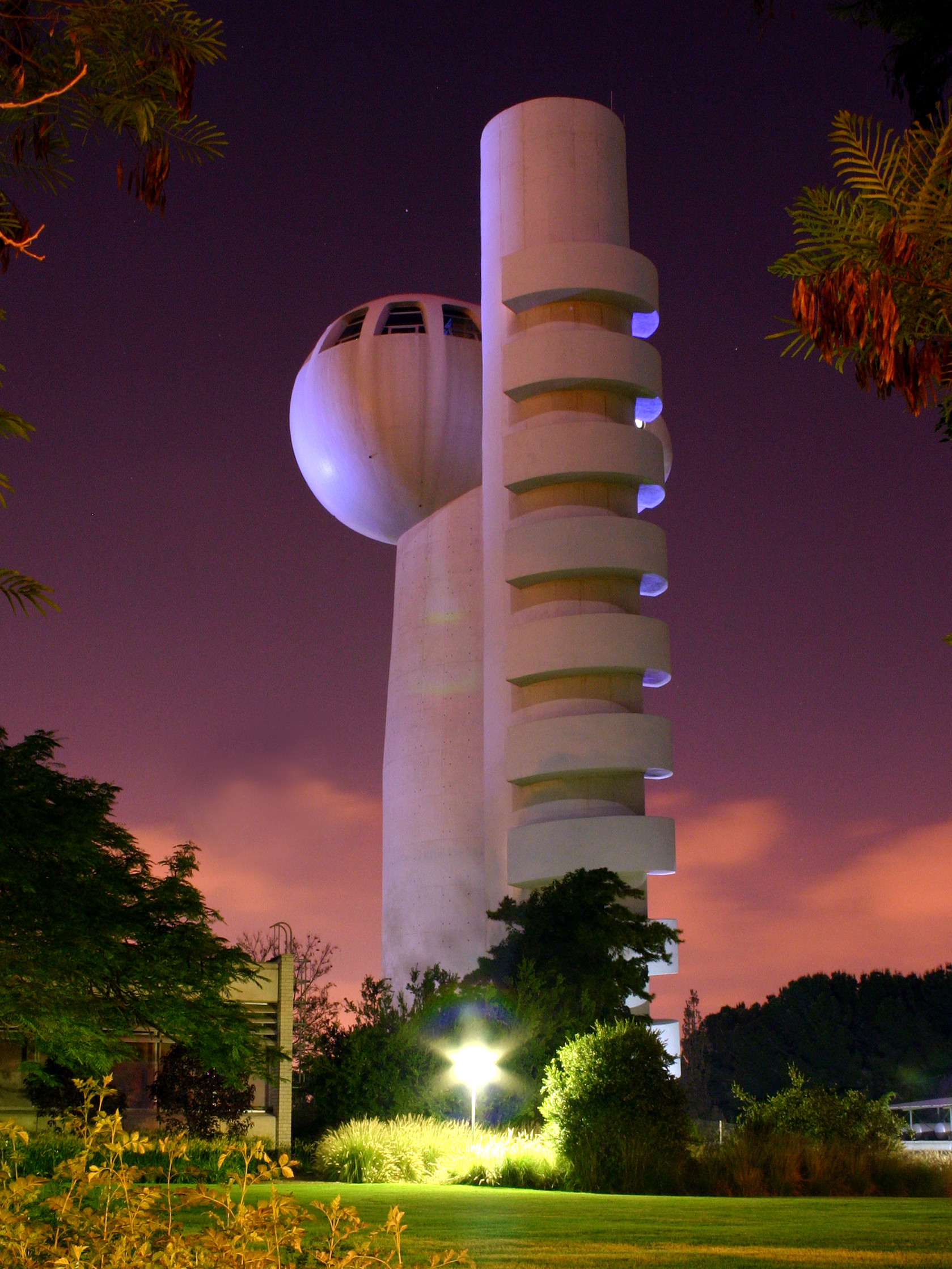
魏茨曼科学研究院的粒子加速器
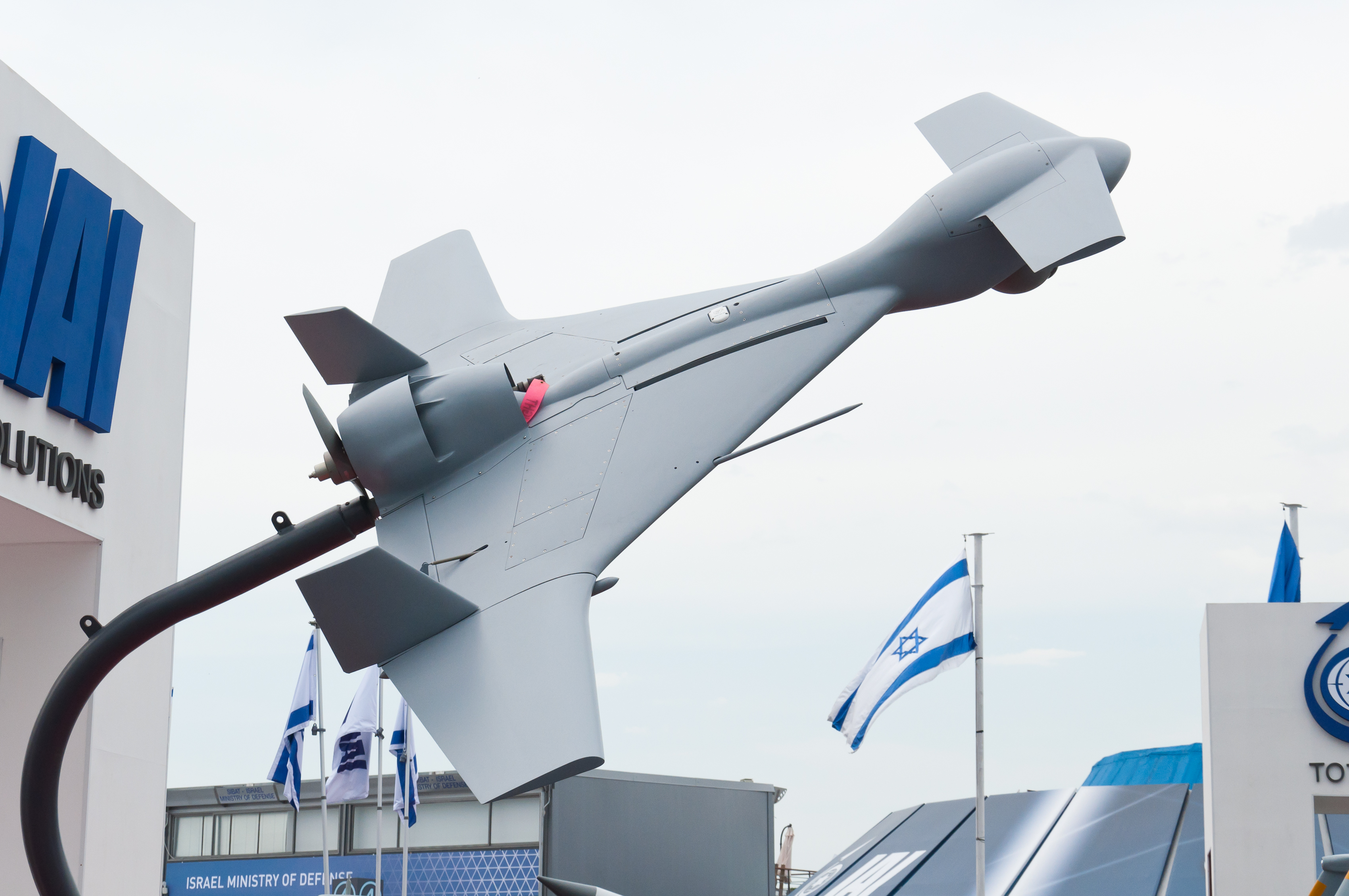
IAI Harop无人机出口企业
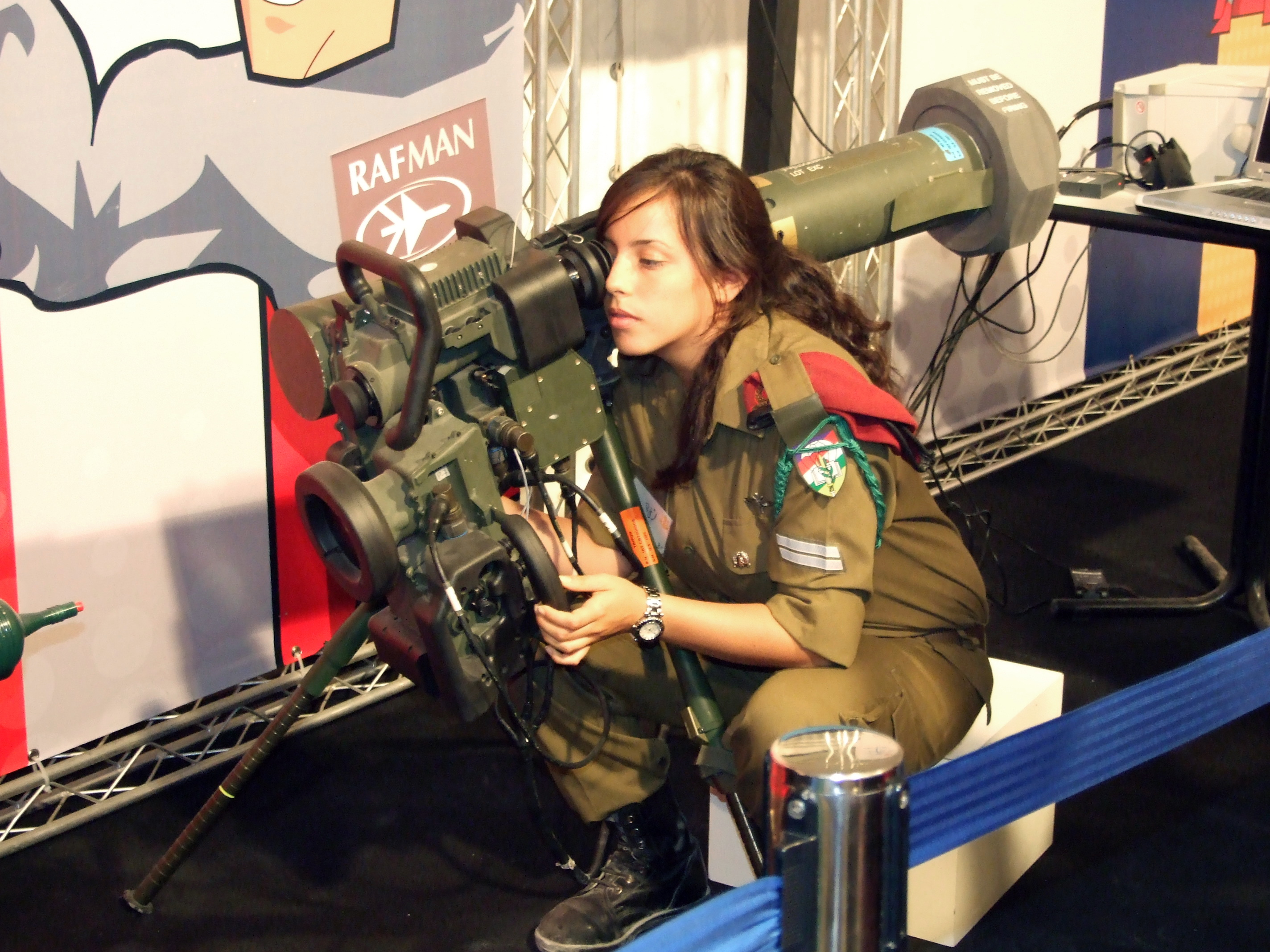
以色列士兵操作尖峰（导弹）
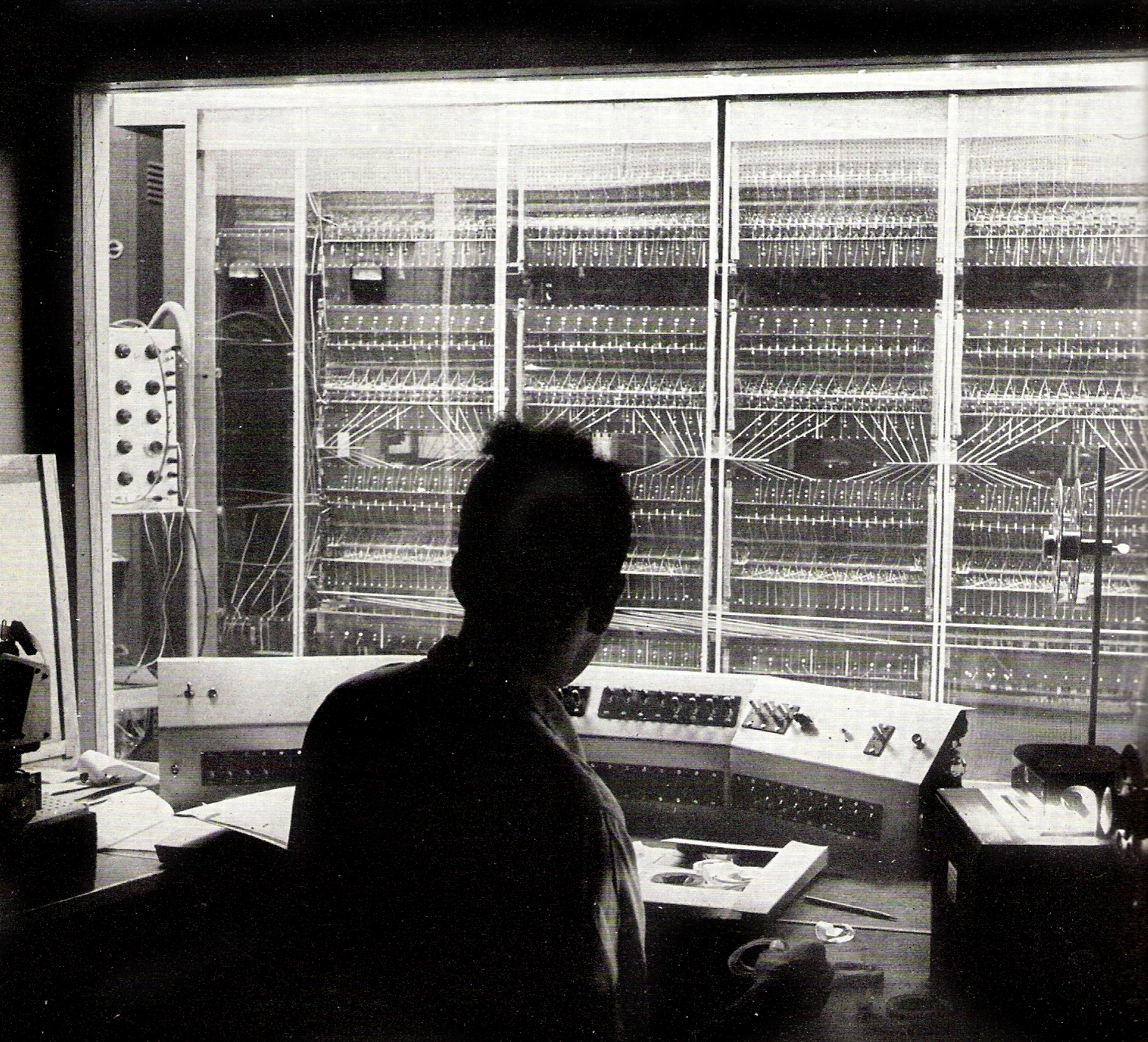
WEIZAC，中东第一台现代计算机
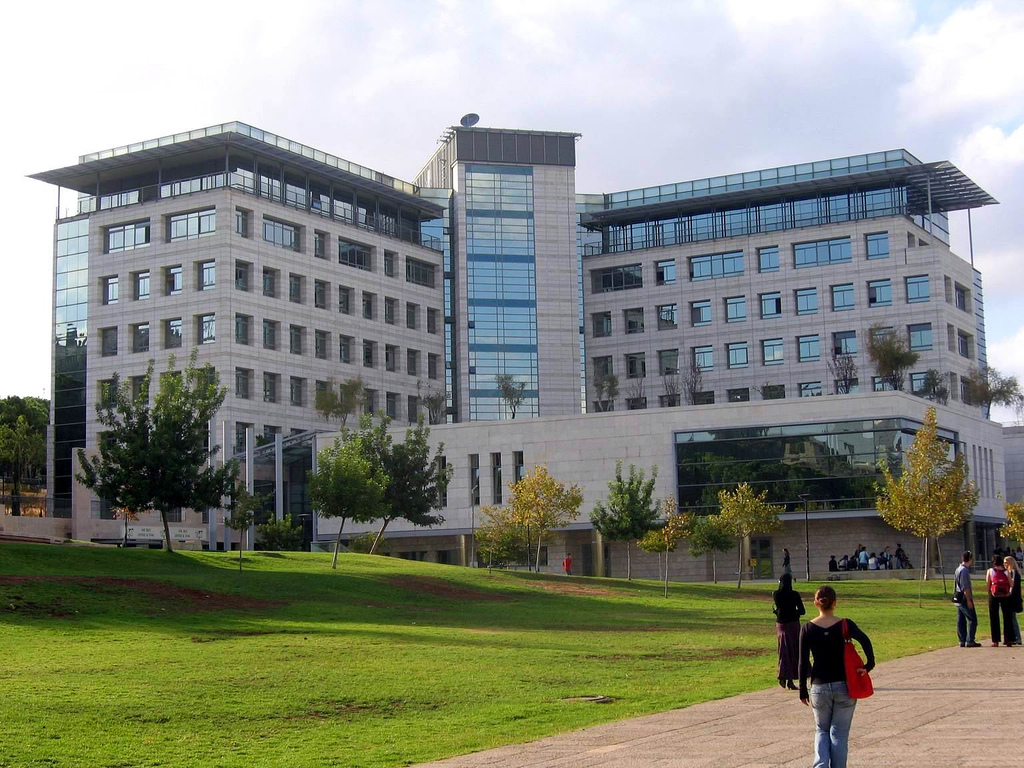
以色列理工学院-以色列技术研究所（计算机科学系）大楼
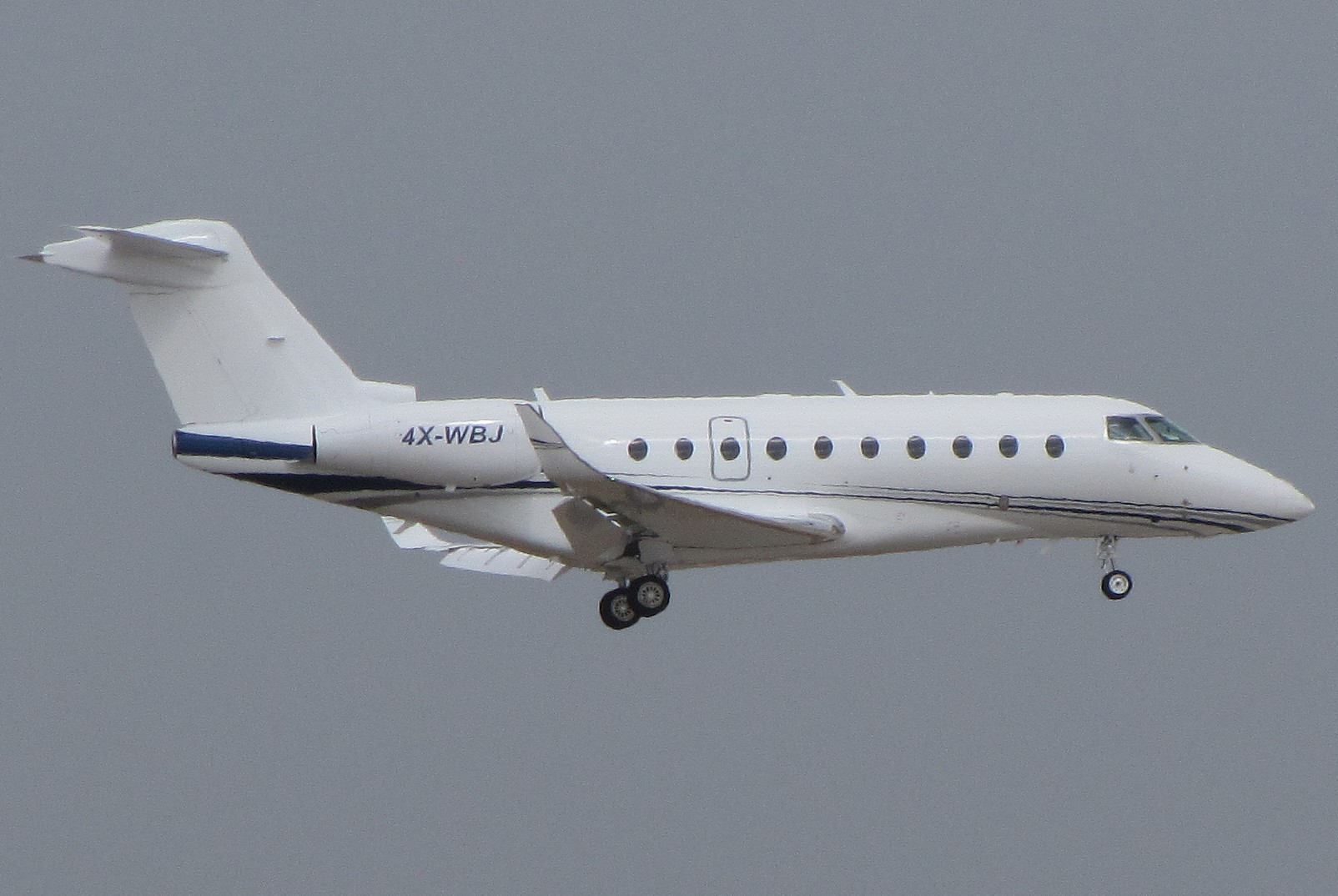
灣流G280由灣流航太與以色列航太工業合產
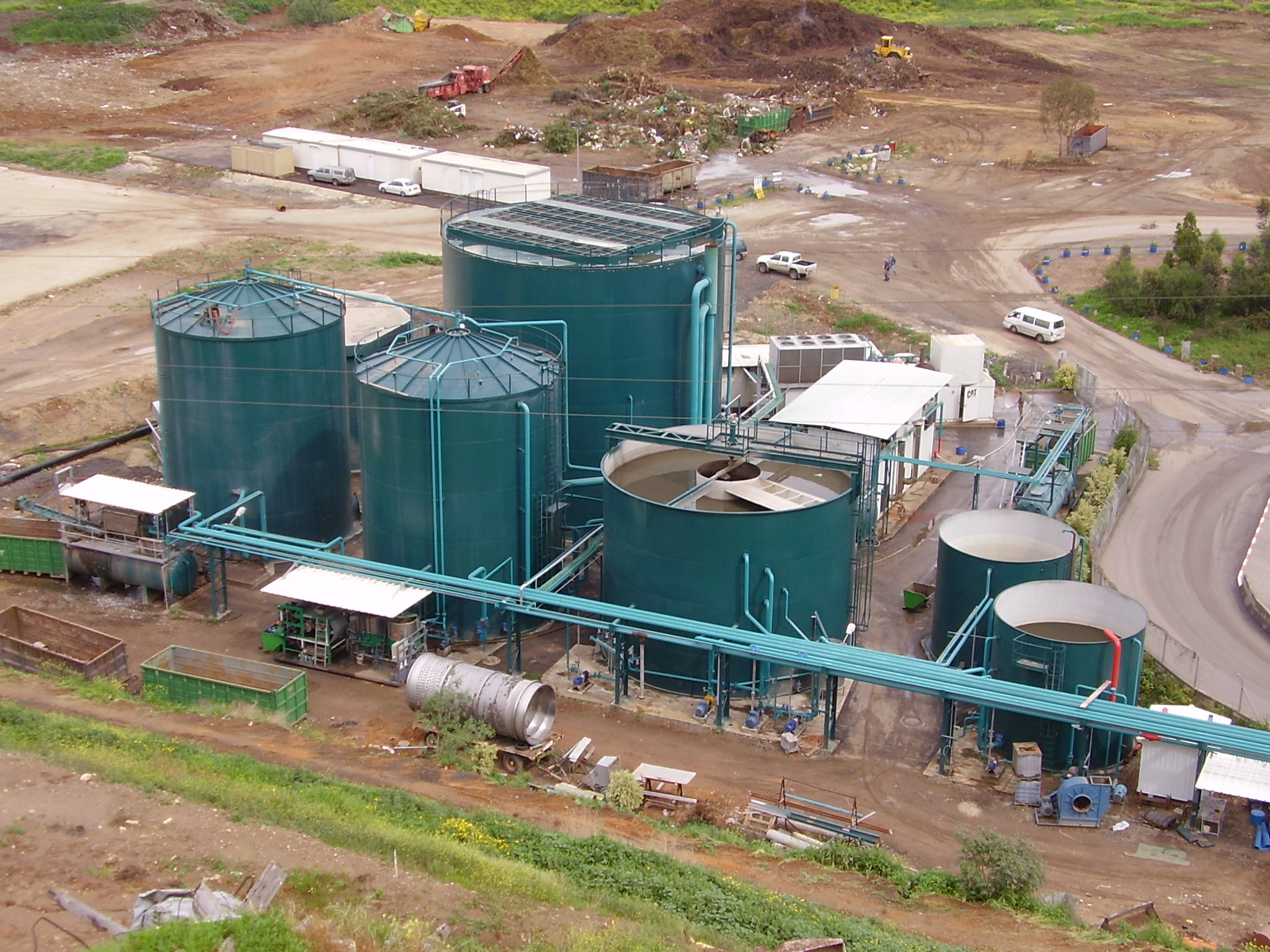
Hiriya垃圾处理厂的厌氧消化器

### 环境科学

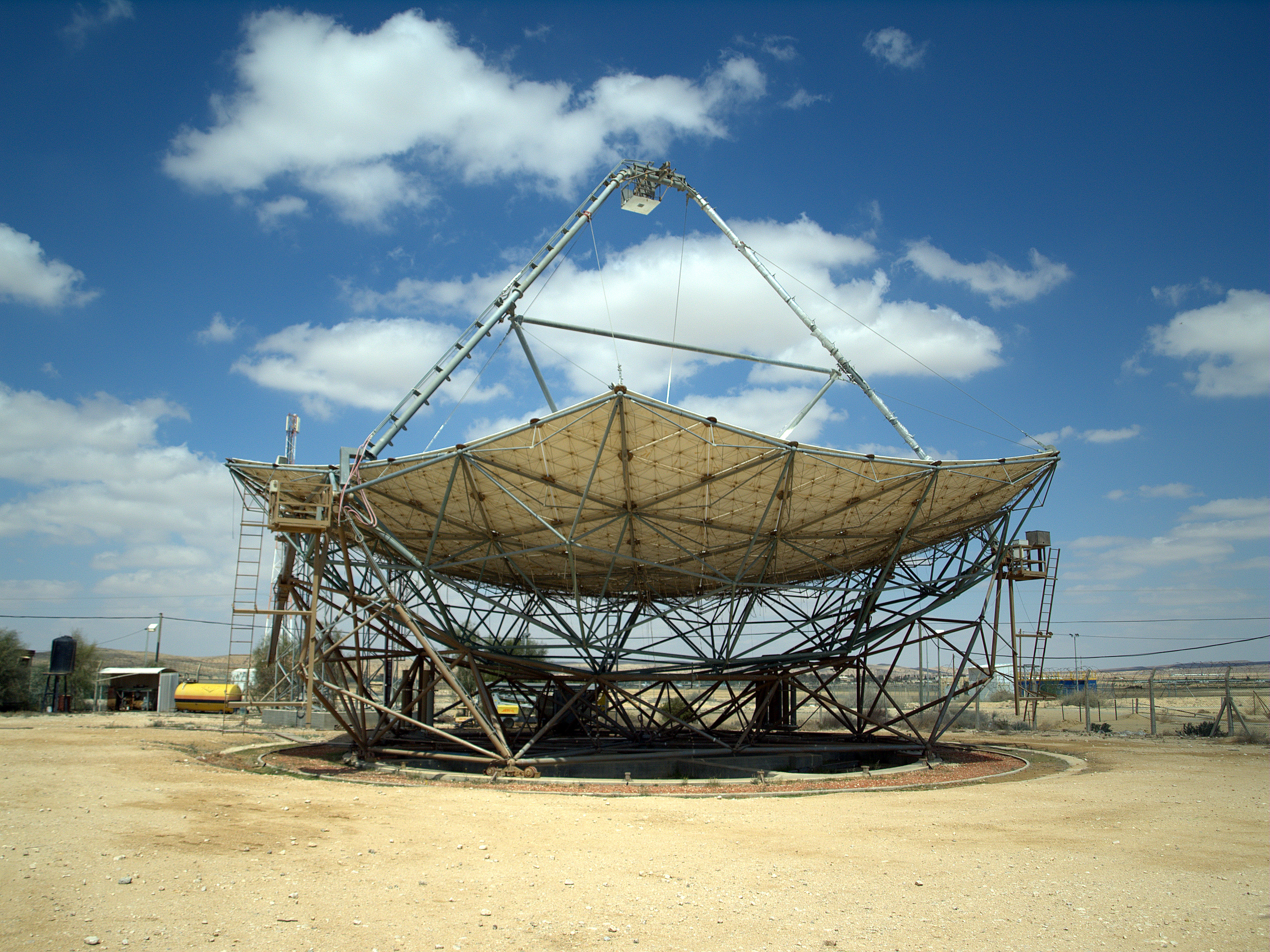
本古里安国家太阳能中心的世界最大的太阳能聚光盘.